# پاتریک سیوریا
پاتریک سیوریا (انگلیسی: Patrick Ciurria؛ زادهٔ ۹ فوریهٔ ۱۹۹۵) بازیکن فوتبال اهل ایتالیا است.
از باشگاه‌هایی که در آن بازی کرده‌است می‌توان به باشگاه فوتبال اسپتزیا و باشگاه فوتبال روبور سیه‌نا اشاره کرد.
وی همچنین در تیم‌های ملی فوتبال زیر ۱۹ سال ایتالیا و زیر ۲۰ سال ایتالیا بازی کرده‌است.